# 武部聡志のSESSIONS
『武部聡志のSESSIONS』（たけべさとしのセッションズ）はJFNC制作、一部JFN系列で放送されているラジオ番組。パーソナリティーは武部聡志。

## 番組概要
番組コンセプトは『拡げよう、音楽の輪!』
音楽プロデューサーの武部が、ミュージシャンやアーティスト、映画、ファッション、アート等様々なゲストを迎えて音楽談義を繰り広げる対談番組である。

## ネット局
2025年6月現在。全局『radiko』（プレミアム含む）で聴取可能。放送時間の早い順に記載。

### 現在
| 放送対象地域   | 放送局名                                    | 放送時間                          | 備考         |
| -------------- | ------------------------------------------- | --------------------------------- | ------------ |
| 宮城県         | エフエム仙台（Date fm）                     | 毎週土曜 5:00 - 6:00              |              |
| 山口県         | エフエム山口（FMY）                         | 毎週土曜 5:00 - 6:00              |              |
| 熊本県         | エフエム熊本（FMK）                         | 毎週土曜 5:00 - 6:00              |              |
| 島根県・鳥取県 | エフエム山陰（V-air）                       | 最終週を除く土曜 18:00 - 19:00    | [ 3 ]        |
| 群馬県         | エフエム群馬（FM GUNMA）                    | 毎週日曜 13:00 - 13:55            | [ 4 ]        |
| 富山県         | 富山エフエム放送（FMとやま）                | 毎週日曜 18:00 - 18:55            | [ 5 ]        |
| 徳島県         | エフエム徳島（FM TOKUSHIMA）                | 最終週を除く日曜 19:00 - 19:55    | [ 6 ]        |
| 高知県         | エフエム高知（Hi-Six）                      | 最終週を除く日曜 19:00 - 20:00    | [ 6 ]        |
| 青森県         | エフエム青森（AFB）                         | 毎週月曜 0:00 - 1:00 （日曜深夜） | 基準放送時間 |
| 秋田県         | エフエム秋田（AFM）                         | 毎週月曜 0:00 - 1:00 （日曜深夜） | 基準放送時間 |
| 石川県         | エフエム石川（HELLO FIVE）                  | 毎週月曜 0:00 - 1:00 （日曜深夜） | 基準放送時間 |
| 岐阜県         | エフエム岐阜（FM GIFU）                     | 毎週月曜 0:00 - 1:00 （日曜深夜） | 基準放送時間 |
| 三重県         | 三重エフエム放送（レディオキューブ FM三重） | 毎週月曜 0:00 - 1:00 （日曜深夜） | 基準放送時間 |
| 滋賀県         | エフエム滋賀（e-radio）                     | 毎週月曜 0:00 - 1:00 （日曜深夜） | 基準放送時間 |
| 兵庫県         | 兵庫エフエム放送（Kiss FM KOBE）            | 毎週月曜 0:00 - 1:00 （日曜深夜） | 基準放送時間 |
| 長崎県         | エフエム長崎（FM Nagasaki）                 | 毎週月曜 0:00 - 1:00 （日曜深夜） | 基準放送時間 |
| 大分県         | エフエム大分（Air-Radio FM88）              | 毎週月曜 0:00 - 1:00 （日曜深夜） | 基準放送時間 |
| 宮崎県         | エフエム宮崎（JOY FM）                      | 毎週月曜 0:00 - 1:00 （日曜深夜） | 基準放送時間 |
| 山形県         | エフエム山形（Rhythm Station）              | 毎週月曜 4:00 - 5:00 （日曜深夜） |              |
| 福井県         | 福井エフエム放送（FM FUKUI）                | 毎週月曜 4:00 - 5:00 （日曜深夜） |              |
| 香川県         | エフエム香川（FM香川）                      | 毎週月曜 4:00 - 5:00 （日曜深夜） |              |
| 東京都         | エフエム東京（TOKYO FM）                    | 毎週金曜 5:00 - 6:00              | [ 10 ]       |

### 過去
| 放送対象地域 | 放送局名                    | 備考   |
| ------------ | --------------------------- | ------ |
| 福島県       | エフエム福島（ふくしまFM）  |        |
| 栃木県       | エフエム栃木（RADIO BERRY） |        |
| 愛知県       | エフエム愛知（FM AICHI）    |        |
| 大阪府       | エフエム大阪（FM大阪）      |        |
| 広島県       | 広島エフエム放送（HFM）     | [ 12 ] |
| 佐賀県       | エフエム佐賀（FMS）         | [ 13 ] |